# Hvorledes et Ugeblad bliver til
Hvorledes et Ugeblad bliver til er en dansk dokumentarfilm fra 1916 med ukendt instruktør.

## Handling
Ugebladet Hjemmet fra den 2. marts 1916 bliver sat. Hele den typografiske proces følges. Trykningen i store maskiner.